# Berlin (Maryland)
Berlin es un pueblo ubicado en el condado de Worcester en el estado estadounidense de Maryland. En el Censo de 2010 tenía una población de 4.485 habitantes y una densidad poblacional de 549,04 personas por km².

## Geografía
Berlin se encuentra ubicado en las coordenadas 38°19′50″N 75°12′57″O / 38.33056, -75.21583. Según la Oficina del Censo de los Estados Unidos, Berlin tiene una superficie total de 8.17 km², de la cual 8.17 km² corresponden a tierra firme y (0%) 0 km² es agua.

## Demografía
Según el censo de 2010, había 4.485 personas residiendo en Berlín. La densidad de población era de 549,04 hab./km². De los 4.485 habitantes, Berlin estaba compuesto por el 68.78% blancos, el 23.3% eran afroamericanos, el 0.56% eran amerindios, el 1.45% eran asiáticos, el 0% eran isleños del Pacífico, el 2.65% eran de otras razas y el 3.26% pertenecían a dos o más razas. Del total de la población el 5.53% eran hispanos o latinos de cualquier raza.